# تپه لاهیجی
تپه لاهیجی مربوط به هزاره سوم قبل از میلاد تا سده‌های میانه دوران‌های تاریخی پس از اسلام است و در شهرستان شیراز، بخش زرقان، دهستان بند امیر، ۷۰۰ متری غرب روستای لاهیجی واقع شده و این اثر در تاریخ ۱ مرداد ۱۳۸۶ با شمارهٔ ثبت ۱۹۲۹۴ به‌عنوان یکی از آثار ملی ایران به ثبت رسیده است.